# Терапија алкохолизма током трудноће
Терапија алкохолизма током трудноће једна је од најделотворнијих интервенција из корпуса превенције – код жена зависних од алкохола. Идеално би било када би ова интервенција обезбедити апстиненцију пре него што се жена одлуче за трудноћу, али када то није реализовано, са лечењем треба почети од првих дана трудноће.

## Општа разматрања о алкохолизму у трудноћи
Промењеним социо-културолошким условима, изменила се и позиција жене у савременом друштву. То је између осталог, резултовало чињеницом да све већи број жена злоупотребљава алкохол, и постаје временом зависан од алкохола. 
За разлику од мушкараца алкохолизам код жене представља посебан социјално-медицински проблем, с обзиром на њену биолошку улогу и улогу коју има у породици. Па се може закључити да пијење алкохола не утиче штетно само на организам жене већ је опасно и по њено потомство и породицу. 
Клиничким испитивањем је утврђено да је организам жене осетљивији на токсично дејство алкохола него организам мушкарца, а студије су показале већи степен оштећења код жена које пију алкохол у односу на мушкарце, као и то да алкохолизам код њих много брже напредује и праћен је озбиљнијим оштећењима функција органа.
Посебан проблем код жена представља пијење алкохола у трудноћи. Жене које пију више од три алкохолна пића недељно имају знатно повећан ризик од спонтаног абортуса током првог триместра, а конзумирање алкохола у трудноћи може бити узрок аномалија код новорођенчади, менталне ретардације и неуроразвојног поремећаја. У том см ислу скрининг трудница на алкохол у развијеним друштвима, постаје од све већег значаја, јер чак и низак ниво изложености алкохолу у трудноћи може негативно да утиче на развој плода.
С обзиром на то да не постоји безбедан ниво пијења алкохола током трудноће, женама се препоручује уздржавање (апстиненција) од алкохола пре зачећа, током трудноће и у периоду дојења.

## Терапијски приступ
Због кратког трајања трудноће и важности овог периода за плод, препорука је да се терапијски приступ алкохолизму трудница зависних од алкохола базира пре свега на психосоцијалним интервенцијама. Класични лекови за одржавање апстиненције (дисулфирам, налтерксон и акампросат) нису довољно сигурни за употребу у периоду трудноће код жена зависних од алкохола.
Пацијенткиње који су физички зависне од алкохола треба увек саветовати да избегавају нагли престанак конзумирања алкохола како би се превенирао развој апстиненцијалног синдрома. Препорука је да се третман апстиненцијалног синдрома код труднице спроводи у болничким условима и под лекарским надзором, који укључује и сарадњу са акушером
Како већина протокола за третман апстиненцијалног синдрома трудница препоручује бензодијазепине, с обзиром на то да су ови лекови потенцијално тератогени, треба их избегавати уколико је то могуће (код нпр блажег апстиненцијалног синдром).

### Процедуре које треба применити у терапији
Након пријема труднице на хоспитални третман због апстиненцијалног синдрома, Водич добре клиничке праксе за лечење алкохолизма Министарства здравља Србије предлаже следећа процедуре:
Утврдити образац пијења
Пре свега учесталост и количину унетог алкохола. 
Утврдити количину попијеног алкохола
Пре свега у последња 24 часа прибавити информацију о манифестацијама претходних апстиненцијалних синдрома. 
Обезбедити мониторинг
Комплетну лабораторију и ЕКГ, као и додатна испитивања по потреби. 
Утврдити алкохолемију
Нниво алкохола у крви - како би се проценио период до развоја комплетног апстиненцијалног синдрома, али и сигуран термин за почетак медикаментозне терапије. 
Обезбедити нефармаколошке интервенције
Ове интервенције имају за циљ:
- одржавања хидратације
- одржавања временско-просторне оријентације
- одржавање нутриционог статуса (исхрана)
- одржавање телесне температуре и обезбедити физички комфор
- смањити спољашње стимулусе
- подстицати трудницу на сан и одмор

Психофармаколошка интервенција
Бензодијазепини су терапија избора у апстиненцијалном синдрому, а препарат избора је дијазепам. Дијазепам се може дозирати по шеми 10 мг четири пута дневно или у складу са интензитетом апстиненцијалног синдрома – 10 мг на свака два сата, а максимално до 150 мг за 24 часа.. Поред дијазепама, лек избора је и хлордијазепоксид (25–50 мг четири пута дневно). По стабилизацији стања неопходно је смањивати дозу дијазепама, па је у већини случајева могуће укинути бензодијазепин након пет до десет дана. 
Смањити дозу лека
Ако пацијенткиња показује знаке прекомерне седације (што се може утврдити праћењем виталних знакова) дозу лека треба одмах смањити. 
Мониторинг за специфичне знакове и симптоме
Пожељан је мониторинг за специфичне знакове и симптоме појединих ентитета повезаних са пијењем алкохола: 
- тежина апстиненцијалног синдрома (температура, крвни притисак, пулс)
- делиријум тременс (оријентација)
- Верникеова енцефалопатија (нистагмус)
- алкохолне психозе (халуцинације, сумануте идеје)
- иритабилност (тремор, појачани рефлекси)
- повећана активност аутономног нервног система (тахикардија, знојење)
- праћење стање фетуса (ултразвук, срчани тонови фетуса)

Обезбедити подршку околине и позитивну социјалну подршку.
Након отпуста са лечења
Пацијенткињи омогућити даље медицинско праћење, психотерапију, као и адекватну пренаталну заштиту.